# Лафкин (Техас)
Лафкин (англ. Lufkin) — город в США, расположенный в восточной части штата Техас, административный центр округа Анджелина. По данным переписи за 2010 год число жителей составляло 35 067 человек, по оценке Бюро переписи США в 2016 году в городе проживало 36 159 человек.

## История

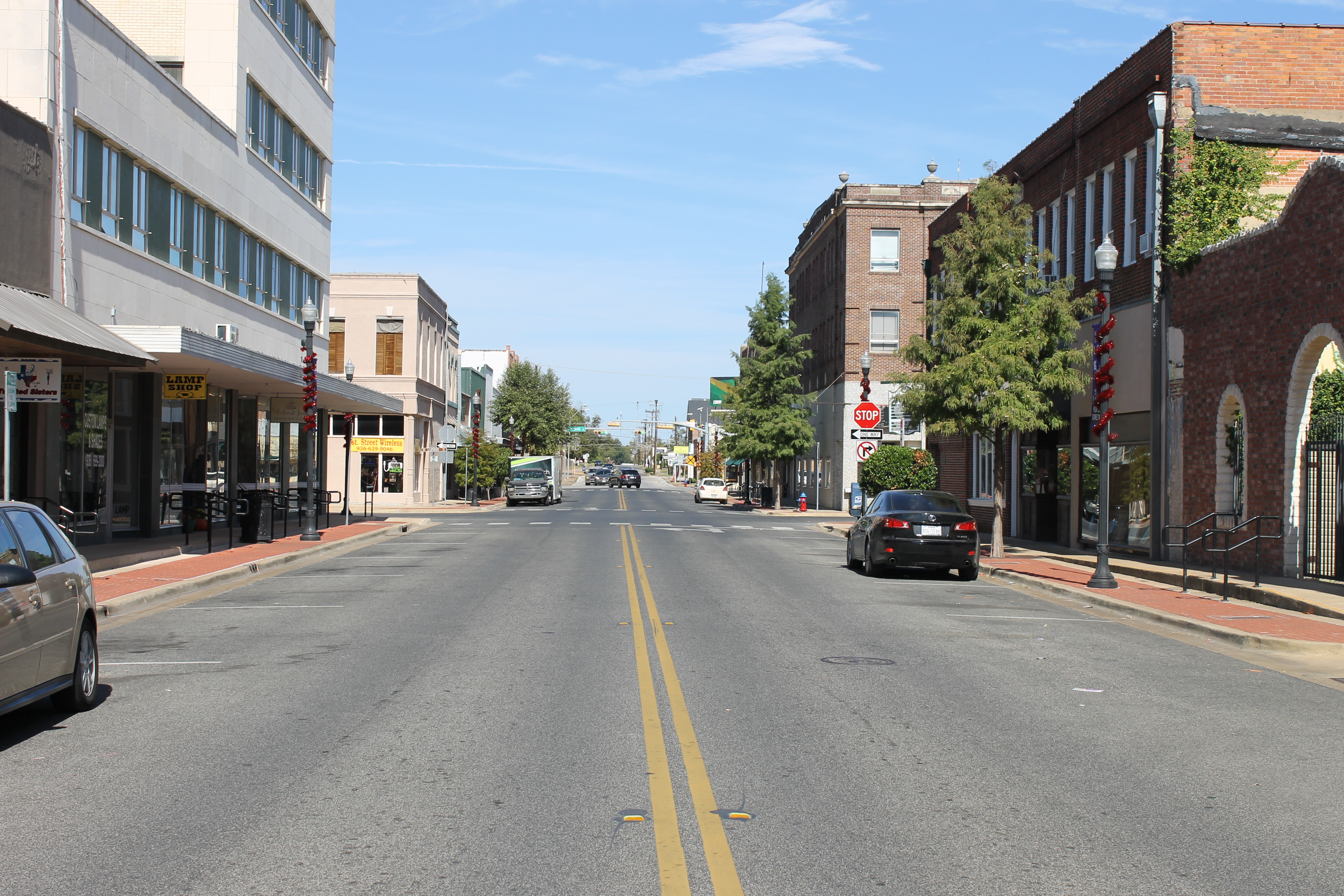
Центр города

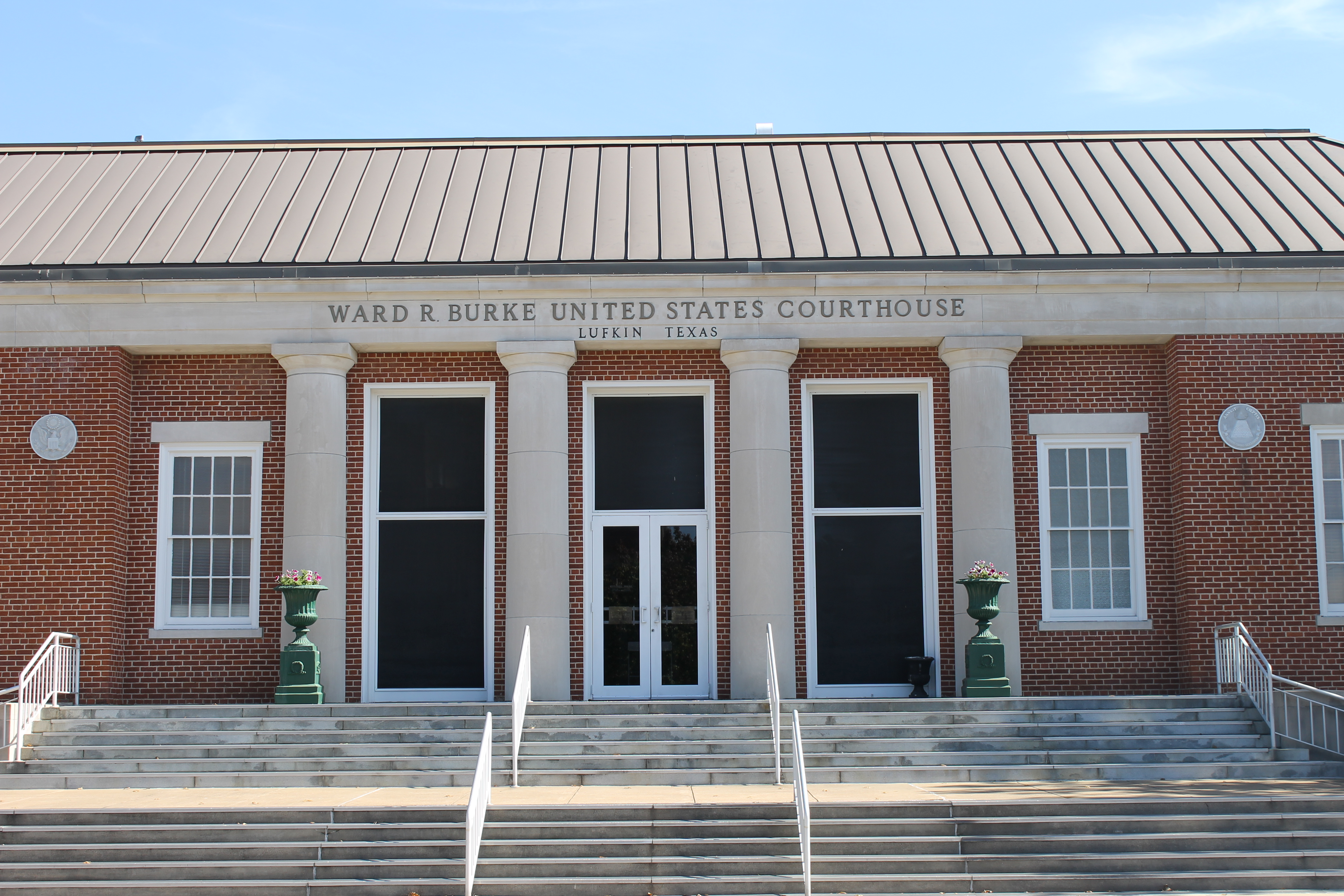
Здание суда США Уорда Берка в Лафкине

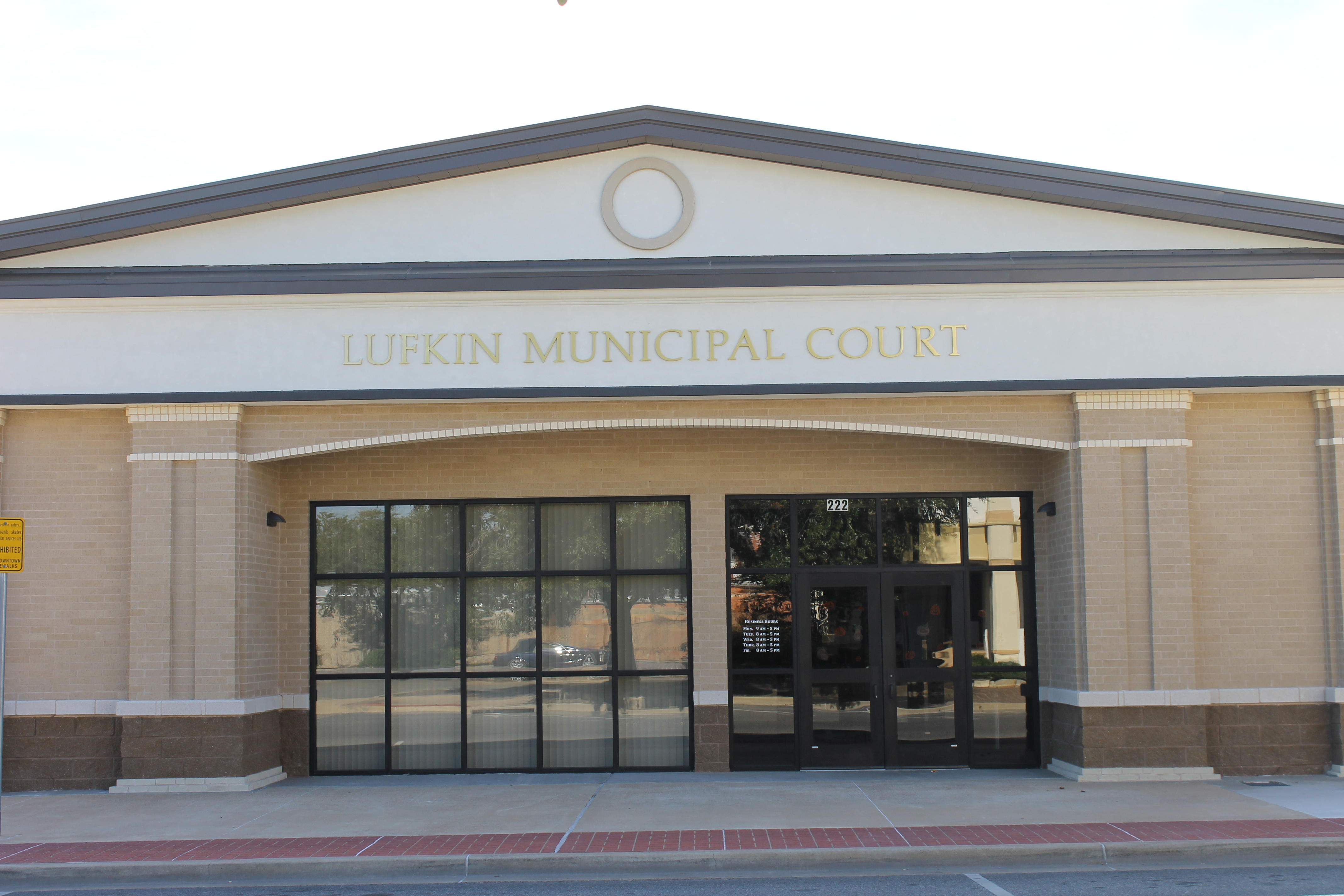
Муниципальный суд Лафкина

Лафкин был создан в 1882 году как промежуточная станция на железной дороге Houston, East and West Texas Railway, соединившей Хьюстон и Шривпорт (Луизиана). Город был назван в честь капитана Абрахама Лафкина, торговца хлопком, члена городского совета Галвестона и друга президента железной дороги Пола Бремонда. Наличие железной дороги, а также развитый бизнес деревообработки в регионе обеспечили городу стабильный рост.
По одной из версий, железная дорога должна была пройти через центр округа того времени, поселение Хомер. Группа рабочих начала планирование строительства дороги в городе, а в выходные рабочие нашумели в местном салуне, в результате чего констебль Бак Грин вынужден был их арестовать. На следующее утро рабочие заплатили штраф и были освобождены. Тем не менее инцидент не понравился начальнику бригады и он дал своим рабочим поручение найти путь в обход Хомера. Тем не менее велика вероятность, что данная история всего лишь вымысел. Согласно брошюре от 1879 года железная дорога уже планировалась в обход Хомера.
Вскоре после постройки железной дороги в Лафкин стали переезжать бизнесмены из Хомера. В 1882 году в городе появилось почтовое отделение, в 1883 году из Накодочеса был проведён телеграф. 15 октября 1890 года городу получил устав и начал формировать органы местного управления. Незадолго до этого, жители Лафкина инициировали голосование за перенос столицы округа из Хомера, однако голосование 1885 года выиграл Хомер. В ноябре 1891 года мистический пожар уничтожил здание суда в Хомере, а через день власти округа получили ещё одну петицию от граждан Лафкина о проведении нового голосования по выбору административного центра. 2 января 1892 года прошло голосование, в котором победили жители Лафкина.
Деревообрабатывающий бизнес в регионе был начат тремя семьями, Курт, Хендерсон и Винер. В 1890 году они открыли компанию Angelina County Lumber Company. Вскоре они помогли открыть дюжину мельниц, бумажную фабрику, цеха, гостиницы, кинотеатры, железные дороги, инвестиционные компании, газеты, радио и телевизионные станции, страховые компании, банки, больницы и прочие предприятия.

## География
Лафкин находится в центральной части округа, его координаты: 31°19′13″ с. ш. 94°43′50″ з. д..
Согласно данным бюро переписи США, площадь города составляет около 87,2 км2, из которых более 86,4 км2 занято сушей, а 0,7 км2 — водная поверхность.

### Климат
Согласно классификации климатов Кёппена, в Лафкине преобладает влажный субтропический климат (Cfa).
| Показатель                    | Янв.  | Фев. | Март | Апр. | Май   | Июнь  | Июль | Авг. | Сен.  | Окт.  | Нояб. | Дек.  | Год    |
| ----------------------------- | ----- | ---- | ---- | ---- | ----- | ----- | ---- | ---- | ----- | ----- | ----- | ----- | ------ |
| Абсолютный максимум, °C       | 27,8  | 28,3 | 30,6 | 32,8 | 36,1  | 39,4  | 40   | 41,7 | 42,8  | 34,4  | 31,1  | 28,3  | 42,8   |
| Средний суточный максимум, °C | 15,4  | 17,7 | 21,8 | 25,7 | 29,4  | 32,4  | 34,1 | 34,5 | 31,5  | 26,6  | 20,9  | 16,1  | 25,5   |
| Средняя температура, °C       | 9,4   | 11,5 | 15,3 | 19,2 | 23,5  | 26,7  | 28,2 | 28,2 | 25,2  | 19,9  | 14,6  | 10,1  | 19,3   |
| Средний суточный минимум, °C  | 3,5   | 5,4  | 8,8  | 12,7 | 17,6  | 21    | 22,3 | 21,9 | 18,9  | 13,2  | 8,3   | 4,1   | 13,2   |
| Абсолютный минимум, °C        | −11,7 | −8,9 | −8,3 | −2,8 | 1,7   | 11,7  | 16,1 | 13,3 | 5,6   | −3,3  | −4,4  | −7,2  | −11,7  |
| Норма осадков, мм             | 106,7 | 99,1 | 96,5 | 78,7 | 116,8 | 119,4 | 78,7 | 83,8 | 104,1 | 121,9 | 127   | 111,8 | 1244,6 |
| Источник: weatherbase.com     |       |      |      |      |       |       |      |      |       |       |       |       |        |

## Население

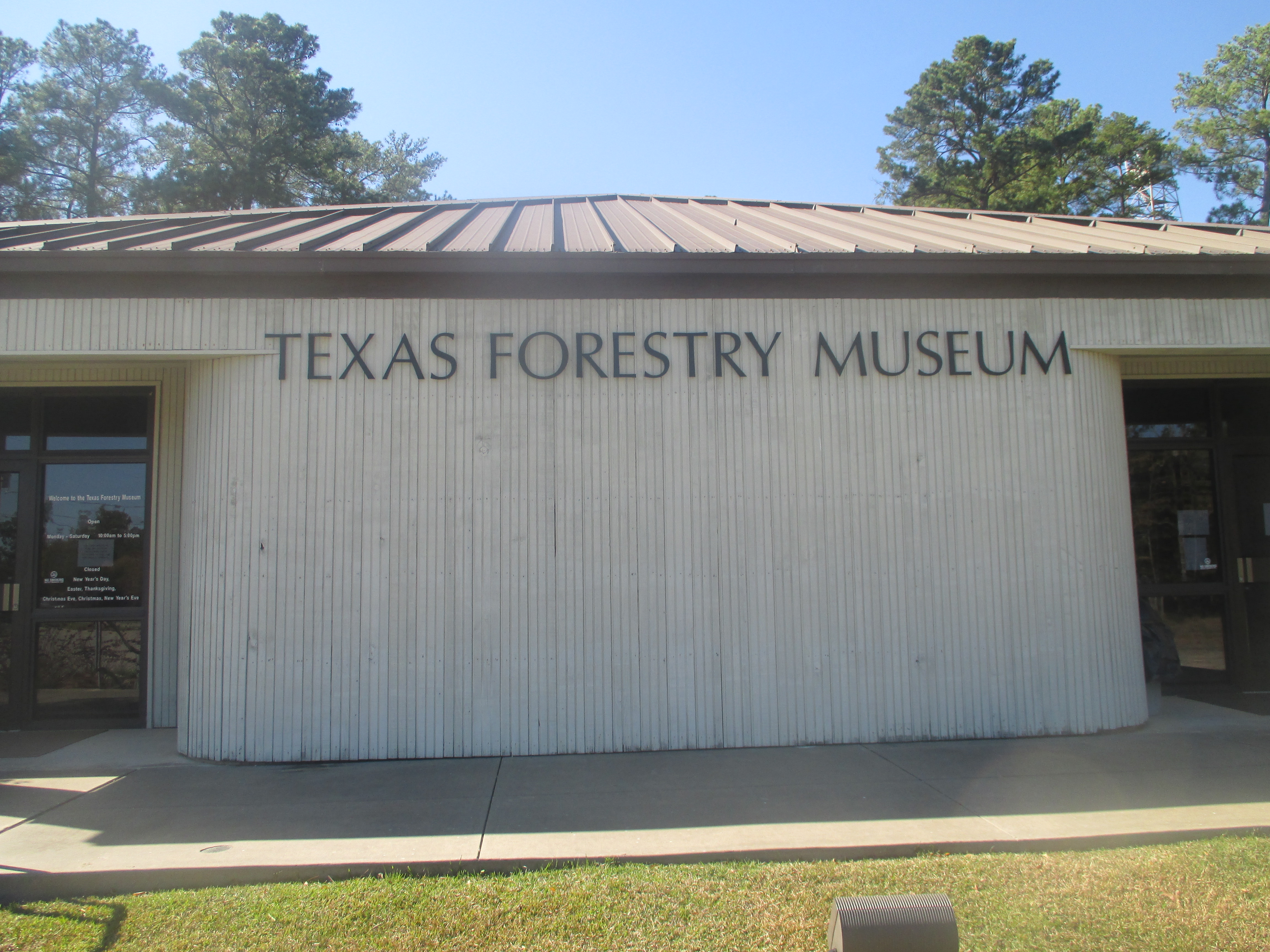
Техасский музей лесничества в Лафкине

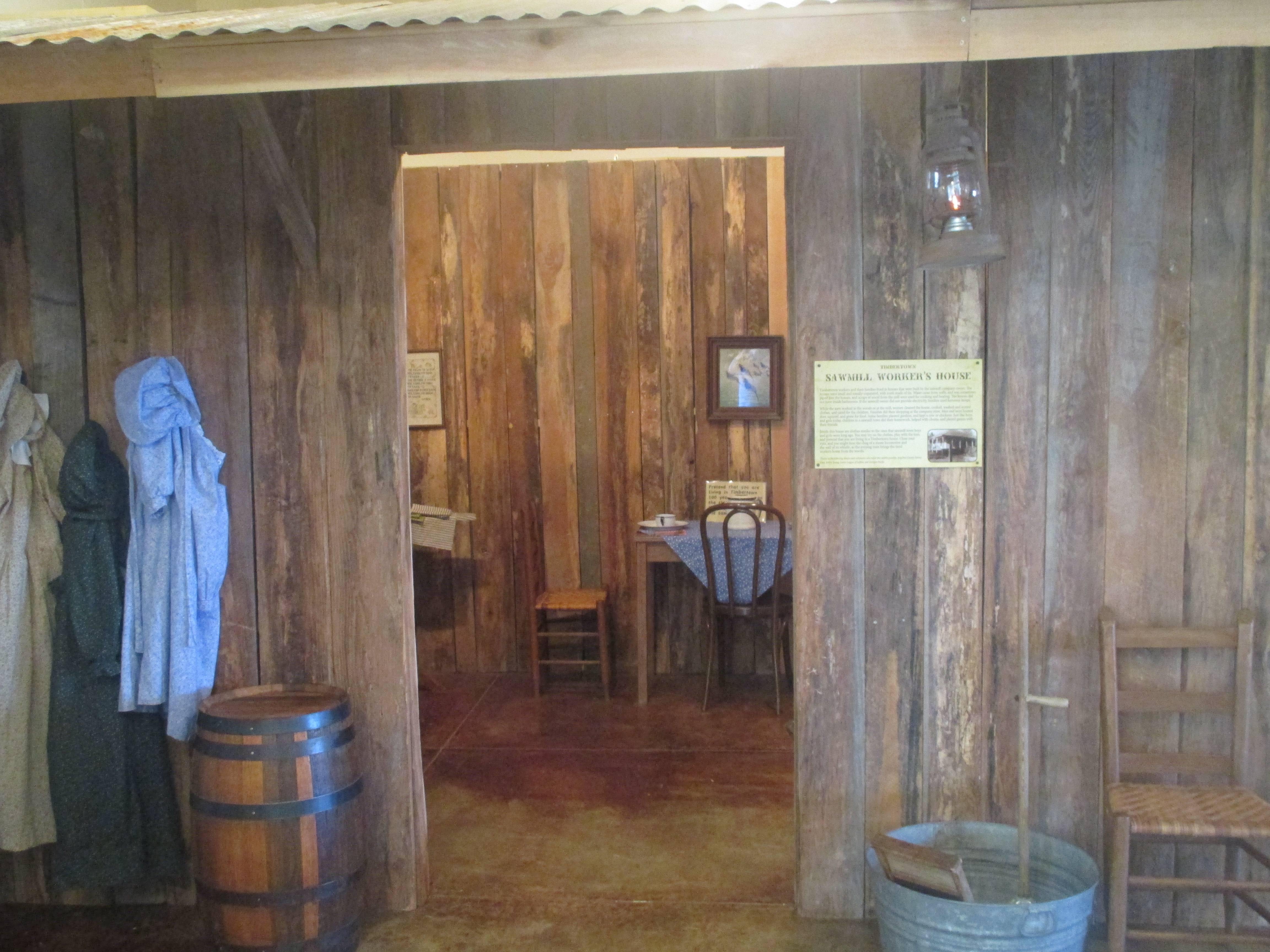
Реплика домика работника лесопилки

Согласно переписи населения 2010 года в городе проживало 35 067 человек, было 12 928 домохозяйств и 8717 семей. Расовый состав города: 56,7 % — белые, 27,4 % — афроамериканцы, 0,5 % — коренные жители США, 1,7 % — азиаты, 0,0 % (6 человек) — жители Гавайев или Океании, 11,6 % — другие расы, 2,2 % — две и более расы. Число испаноязычных жителей любых рас составило 24,1 %.
Из 8276 домохозяйств, в 36,8 % живут дети младше 18 лет. 44,2 % домохозяйств представляли собой совместно проживающие супружеские пары (18,3 % с детьми младше 18 лет), в 18,6 % домохозяйств женщины проживали без мужей, в 4,6 % домохозяйств мужчины проживали без жён, 32,6 % домохозяйств не являлись семьями. В 27,8 % домохозяйств проживал только один человек, 10,7 % составляли одинокие пожилые люди (старше 65 лет). Средний размер домохозяйства составлял 2,62 человека. Средний размер семьи — 3,21 человека.
Население города по возрастному диапазону распределилось следующим образом: 30,1 % — жители младше 20 лет, 26,9 % находятся в возрасте от 20 до 39, 28,7 % — от 40 до 64, 14,4 % — 65 лет и старше. Средний возраст составляет 34 года.
Согласно данным опросов пяти лет с 2011 по 2015 годы, средний доход домохозяйства в Лафкине составляет 39 890 долларов США в год, средний доход семьи — 45 596 долларов. Доход на душу населения в городе составляет 23 176 долларов. Около 17,3 % семей и 23,7 % населения находятся за чертой бедности. В том числе 18,6 % в возрасте до 18 лет и 8,7 % в возрасте 65 и старше.

## Местное управление

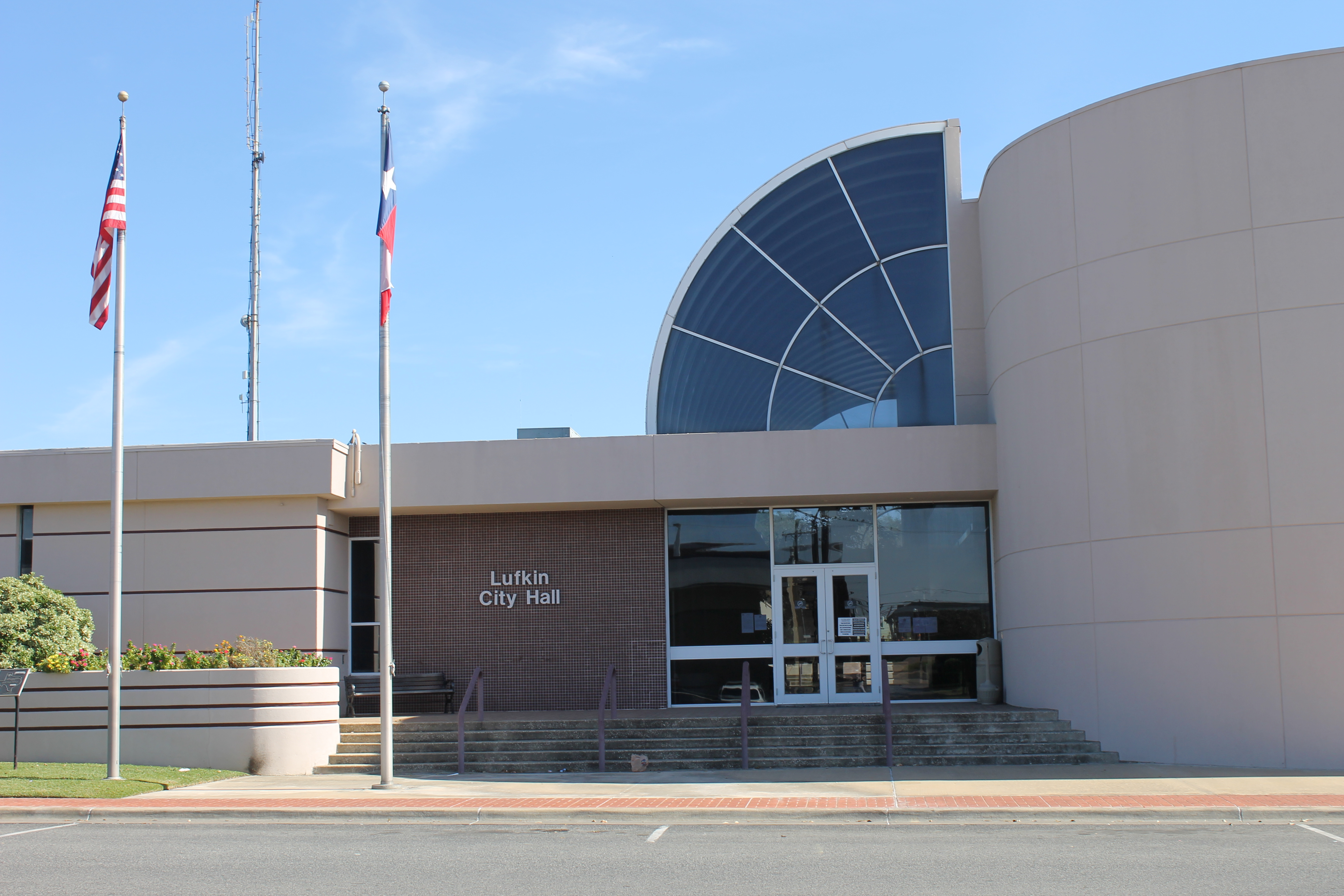
Городская ратуша Лафкина

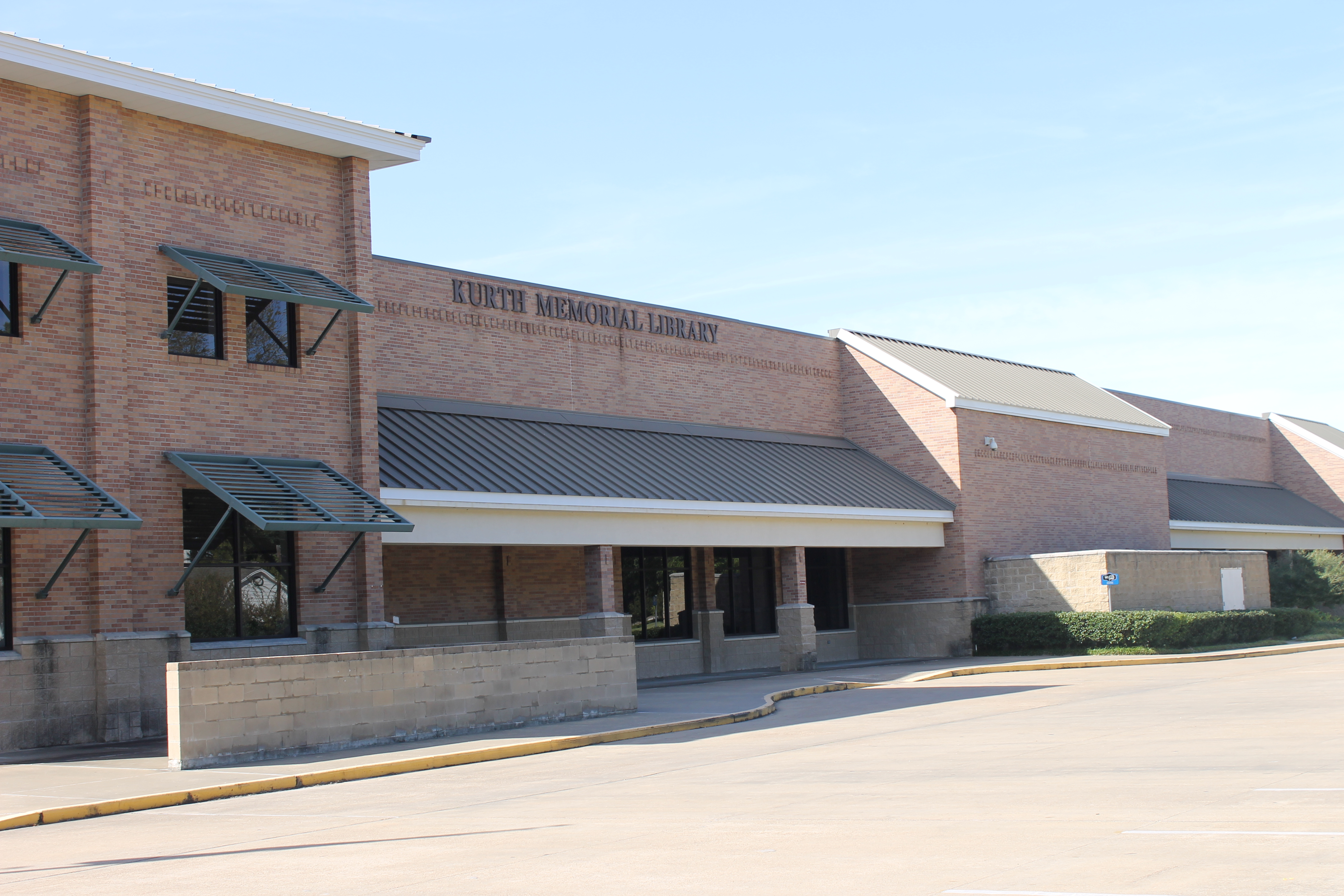
Библиотека Kurth Memorial Library

Управление городом осуществляется мэром и городским советом, состоящим из шести человек. Мэр избирается всем городом, тогда как члены совета — по округам.
Другими ключевыми назначаемыми должностями в городе являются:
- Сити-менеджер

- Помощник сити-менеджера

- Начальник отдела кадров
- Шеф полиции
- Шеф службы пожарной охраны
- Финансовый директор
- Городской секретарь
- Городской юрист
- Начальник службы общественных работ
- Городской инженер
- Начальник отдела экономического развития

## Инфраструктура и транспорт
Основными автомагистралями, проходящими через Лафкин, являются:
- автомагистраль 59 США. К югу от города продолжается к Хьюстону через Ливингстон. Продолжается на север к Накодочесу

-  Запланировано расширение автомагистрали до стандартов межштатной и присвоение ей номера I-69

- автомагистраль 69 США. На юго-восток от города продолжается к Джасперу, на северо-запад — к Раску
- автомагистраль 94 штата Техас начинается в Лафкине и идёт на юго-запад к Гровтону
- автомагистраль 103 штата Техас, продолжающаяся к границе с Луизианой на восток и к Крокетту на запад

В городе располагается аэропорт округа Ангелина. Аэропорт располагает двумя взлётно-посадочными полосами длиной 1646 и 1314 метров. Ближайшим аэропортом, выполняющим коммерческие рейсы, является региональный аэропорт Восточного Техаса. Аэропорт находится примерно в 125 километрах к северу от Лафкина.

## Образование

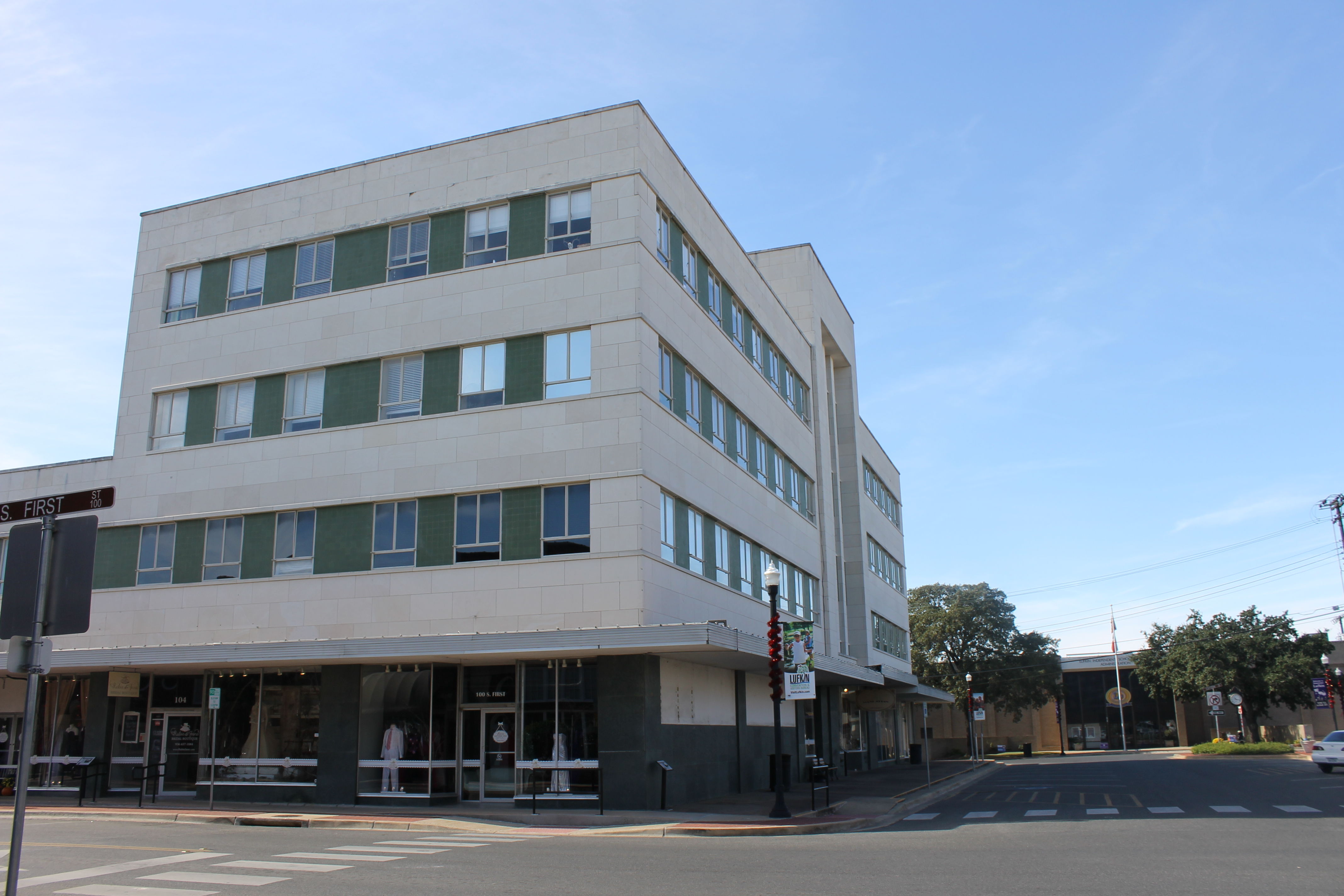
Здание Перри в центре города напротив офиса школьного округа Лафкин

Город обслуживается преимущественно независимым школьным округом Лафкин, небольшие части обслуживают округа Хадсон и Сентрал. В городе работает чартерная школа Pineywoods Community Academy.
В городе открыты колледж округа Ангелина и Техасский библейский колледж. Неподалёку в Накодочесе можно получить высшее образование в университете Стивена Остина.

## Экономика

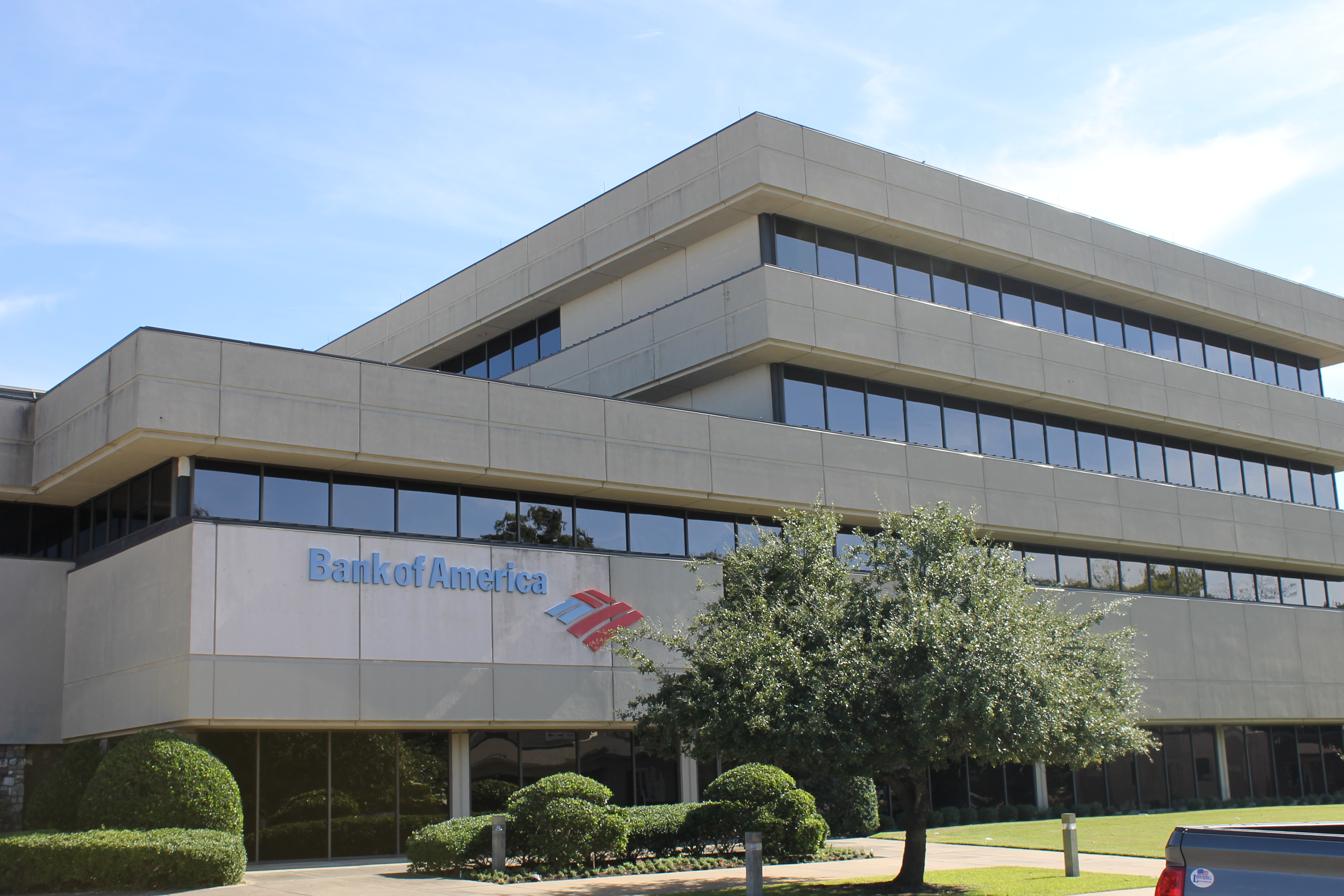
Филиал банка Bank of America

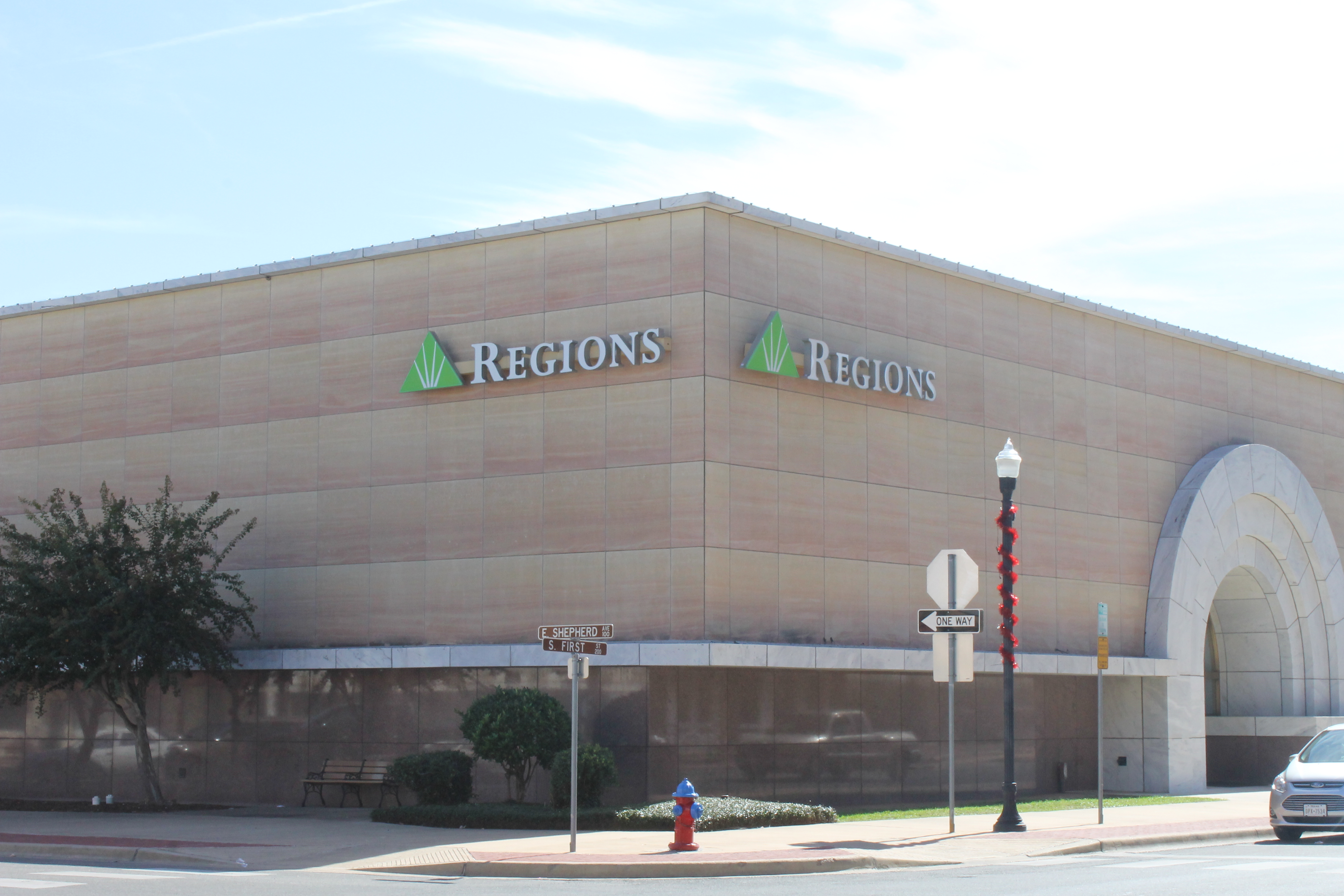
Филиал банка Regions

Согласно финансовому отчёту за 2014—2015 финансовый год, Лафкин владел активами на $230,51 млн, долговые обязательства города составляли $102,57 млн. Доходы города в 2015 году составили $59,73 млн, а расходы — $51,19 млн.
Помимо лесозаготовок и деревообработки в Лафкине развиты производство нефтепромысловых агрегатов, машин и механизмов, прицепов для грузовых машин, напольного покрытия, литейных изделий, конфет и молочных продуктов, товаров для отдыха.
Основными работодателями в городе являются:
| Работодатель                                                 | Число работников |
| ------------------------------------------------------------ | ---------------- |
| Независимый школьный округ Лафкин                            | более 1000       |
| Pilgrim's Pride                                              | более 1000       |
| Brookshire Brothers/Polk Oil                                 | более 1000       |
| Исправительное учреждение для подростков Lufkin State School | более 1000       |
| Госпиталь CHI St. Lukes Hospital                             | более 1000       |
| Lufkin Industries                                            | 500 — 999        |
| Медицинский центр Woodland Heights                           | 500 — 999        |
| Georgia Pacific                                              | 500 — 999        |
| Город Лафкин                                                 | 500 — 999        |
| Walmart                                                      | 500 — 999        |

## Отдых и развлечения

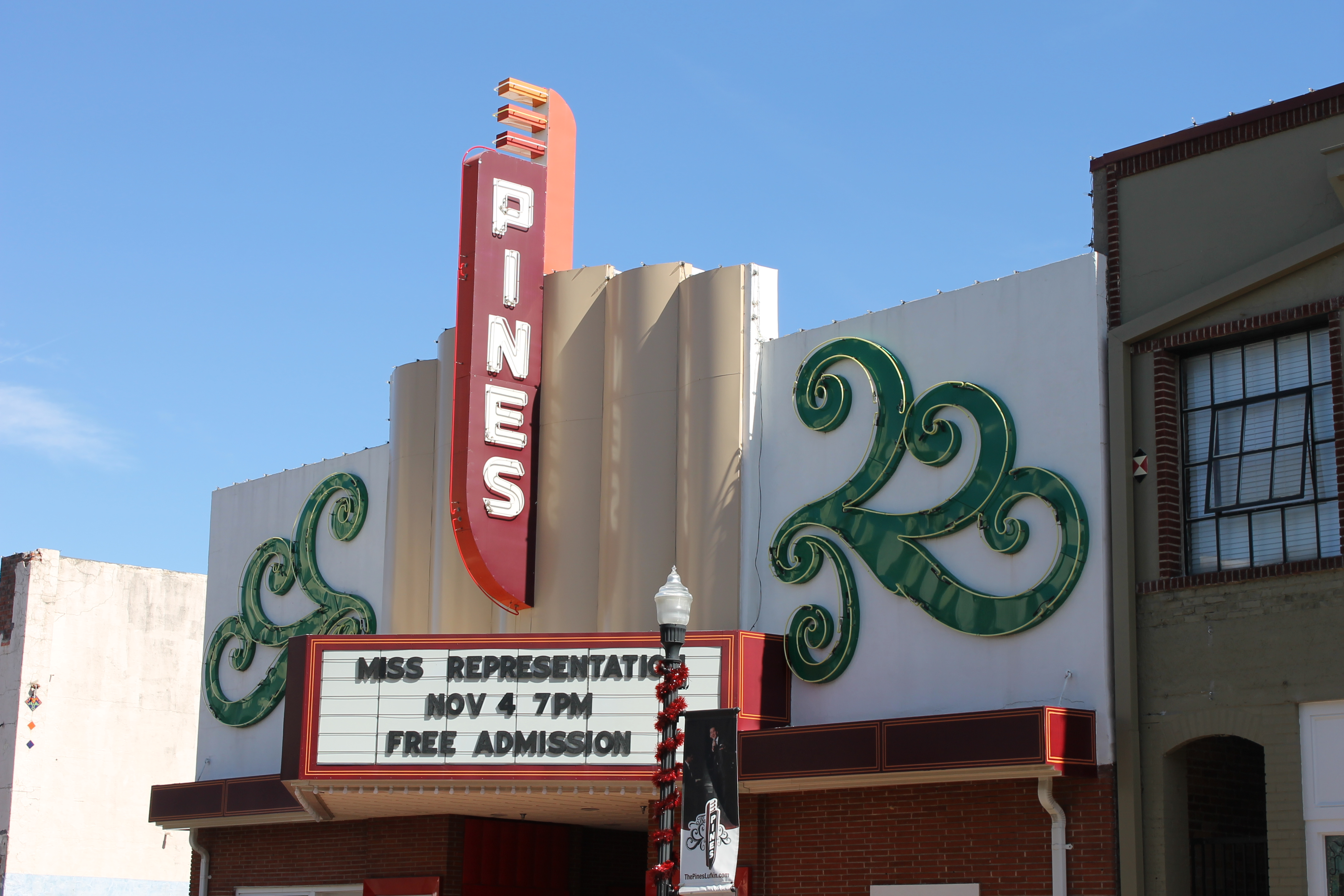
Многофункциональный театр Pines Theater в центре Лафкина

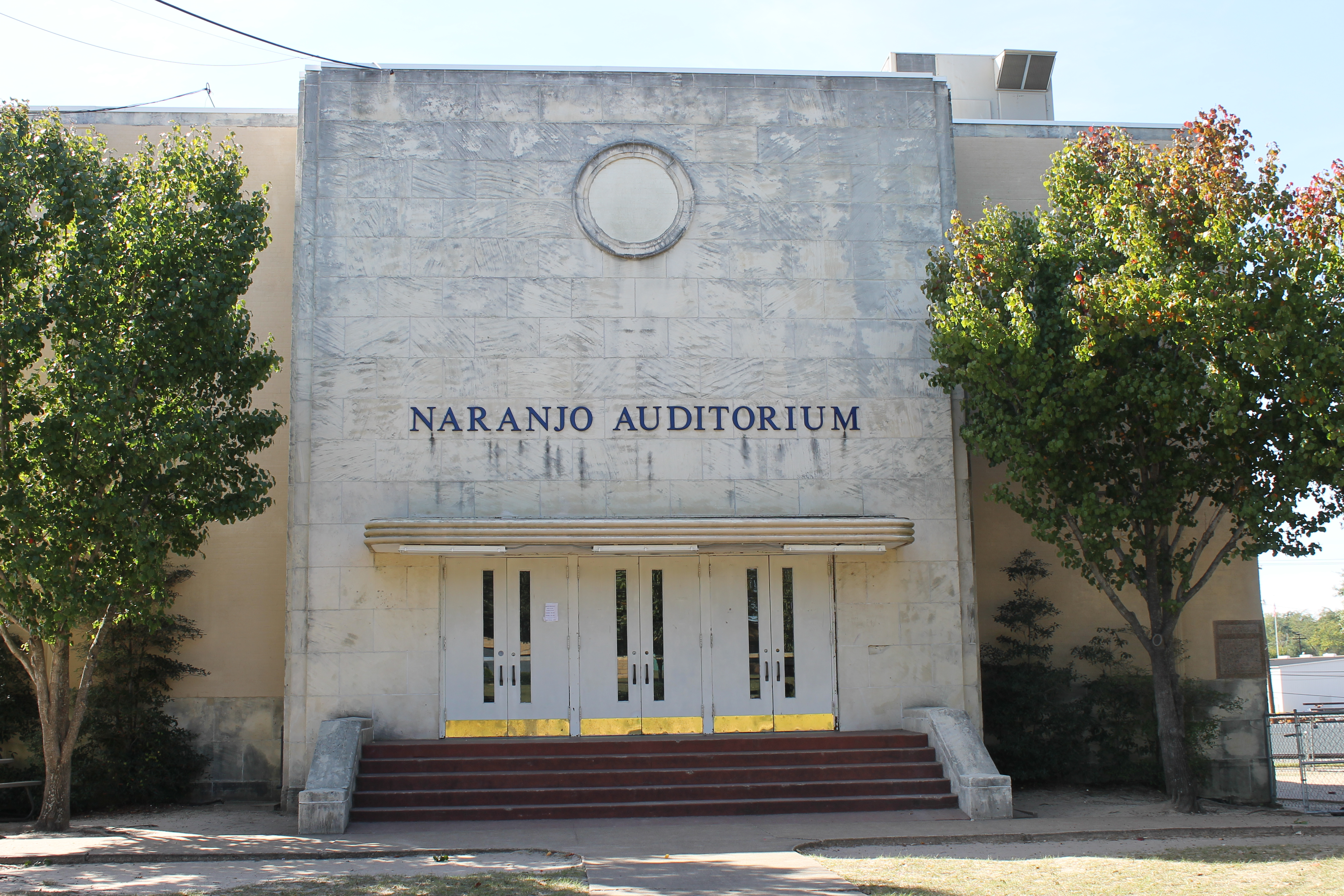
Конференц-зал Naranjo Auditorium

В городе находится музей лесничества Лафкина и Восточного Техаса, музей истории и искусства Восточного Техаса. В городской ратуше выставлена коллекция Медфорда американского западного искусства.
В Лафкине находятся штаб-квартиры всех четырёх национальных лесов и двух национальных лугов, располагающихся в Техасе: Национальный лес Ангелина, Национальный лес Дэви Крокетта, Национальный лес Сабин, Национальный лес Сэма Хьюстона, Национальный луг Каддо и Национальный луг Линдона Джонсона.
Также популярны охота и отдых на располагающемся неподалёку от города водохранилище Сэма Рэйберна.